# 高橋晴夫
高橋 晴夫（たかはし はるお、1948年1月25日 - ）は、栃木放送の元アナウンサー。栃木県出身。1999年4月から2003年3月までは、栃木放送に在籍しながらとちぎテレビのニュース番組等に出演していた。

## 出演番組
- 週刊とちぎ元気通信 - とちぎテレビ

## 過去の出演番組
- CRTモーニングタイムズ（月-木 6:00-9:00）
- 今日もごきげん!こんにちワイド
- 想い出のあの時この唄
- おまかせワイド